# Karl Gützlaff
Karl Friedrich August Gützlaff (8 iulie 1803 – 9 august 1851), sub numele englez de Charles Gutzlaff, a fost un misionar de origine germană în Orientul Îmdepărtat, de remarcat ca fiind unul din primii misionari Protestanți în Bankok, Tailanda (1828) și în Coreea (1832). A scris cărți răspândite precum, Journal of Three Voyages along the Coast of China in 1831, 1832 and 1833, with notices of Siam, Corea, and the Loo-Choo Islands (1834) (Jurnalul a Trei Călătorii dea-lungul Costei Chineze în 831, 1832 și 1833 cu observații la Siam, Coreea, și Insulele Loo-Choo). A slujit ca translator pentru misiunile diplomatice britanice în timpul Primului Război al Opiului. Gutzlaff a fost printre primii misionari Pretestanți să poarte ținute chinezești.  Gutzlaff Street în Hong Kong a fost numit după el.

## Biografie
Născut în Pyritz (astăzi Pyrzyce), Pomerania, a fost ucenicul unui șelar in Stettin, dar a fost capabil să își asigure admiterea la Pädagogium în Halle, și s-a asociat cu Janike Institute în Berlin.
Netherlands Missionary Society(Societatea Missionară din Olanda) l-a trimis în Java în 1826, unde a învătat chineză. Gutzlaff a plecat de la societate în 1828, și s-a dus prima dată în Singapore, apoi în Bangkok împreună cu Jacob Tomlin de la London Missionary Society,(Societatea Misionară din Londra) unde a lucrat la o traducere a Bibliei în Limba thailandeză. A făcut o călătorie scurtă la Singapore în Decembrie 1829, unde s-a căsătorit cu o misionară englezoaică Maria Newell. Cei doi s-au întors în Bangkok în Februarie 1830 unde au lucrat la un dicționar pentru Limba khmeră and Limba laoțiană. Totuși, înainte ca lucrarea să fie completă, Maria a murit în timpul naștere, lăsând în urmă o moștenire considerabilă.  Gutzlaff s-a recăsătorit, de acestă dată cu Mary Wanstall, în 1834. A doua doamnă Gutzlaff a condus o școală și o casă pentru nevăzători în Macao. Ea a murit în 1849 la Singapore unde a fost și îngropată. A treia căsătorie a lui Gutzlaff a fost cu Dorothy Gabriel în Anglia în 1850.

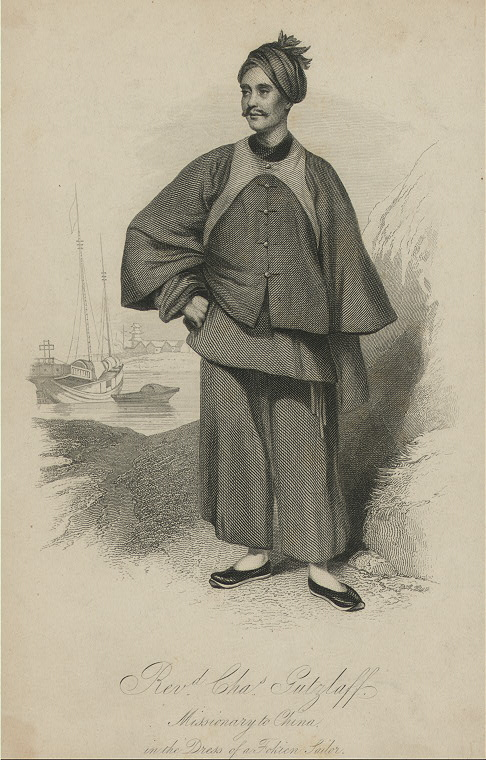
Gützlaff în costum Fujian

In Macao, iar mai târziu în Hong Kong, Gutzlaff a lucrat la o traducere în chineză a Bibliei, a publicat o revistă în limba chineză, Eastern Western Monthly Magazine, și a scris cărți în limba chineză pe subiecte practice . In 1834 a publicat Journal of Three Voyages along the Coast of China in 1831, 1832 and 1833. Pe parcurs înmâna broșuri ce erau pregătite de un alt misionar pionier în  China, Robert Morrison.
În 1840, un group de patru persoane (Walter Henry Medhurst, Charles Gutzlaff, Elijah Coleman Bridgman, și John Robert Morrison) au cooperat să traducă Biblia în chineză. Traducerea părții în limba ebraică a fost făcută în mare parte de Gutzlaff, cu excepția că Pentateuhul și cartea (lui) Iosua au fost făcute de un grup colectiv. Această traducere, terminată în 1847, este bine cunoscută datorită adopției sale de către liderul revoluției tărănești Hong Xiuquan al mișcării Taipingtianguo (Rebeliunea Taiping), precum și de reputatele doctrine timpurii . Această versiune a traducerii Bibliei (în High Wen-li, Chineză Tradițională: 深文理) era corectă și fidelă originalului
În anii 1830 Gutzlaff a fost convins de către William Jardine al Jardine, Matheson & Co.să interpreteze pentru căpitanii lor de navă în timpul contrabanei costale cu opiu, cu asigurarea că aceasta îi va permite să adune mai mulți converți. Gutzlaff mai târziu a asistat la negocierile din timpul Primului Război al Opiului din 1839–42. Ca răspuns la refuzul Guvernului Chinei de a permite străini în interior, a fondat o școală pentru "misionari nativi" în 1844 și a antrenat aproape cincizeci chinezi pe parcursul primilor patru ani. Din nefericire, ideile lui Gutzlaff depășeau capacitatea lui administrativă . A sfârșit prin a fi tradăt de proprii lui misionari nativi. Ei îi raportau întâmplări strălucitoare despre convertirii și Noi Testamente vândute. În timp ce unii din misionarii nativi ai lui Gutzlaff erau convertiți autentici, ceilalți erau dependenți de opiu ce nu au călătorit niciodată în locurile în care au . Dornici să facă bani ușor, au născocit rapoarte false și au luat Noile Testamente pe care Gutzlaff le dădea și le vindeau înapoi tipografului care le revindea lui Gutzlaff.
Scandalul a erupt pe când Gutzlaff era în Europa într-un tur pentru creștere de fonduri. Spulberat de expunerea acestei fraude, Gutzlaff a murit în Hong Kong în 1851. Cu toate acestea, (Societatea Chinezească de Evanghelizare) Chinese Evangelization Society pe care el a fondat-o a continuat și a trimis pe Hudson Taylor ce a fondat o misiune de succes în interiorul Chinei (China Inland Mission).  Taylor l-a numit pe Gutzlaff the părintele misiunii din interiorul Chinei.

### Societatea pentru transmiterea cunoștiintelor utile în China
Pe 29 Noiembrie 1834, Gützlaffa a devenit membru al noii formate "Societatea pentru transmiterea cunostintelor utile în China". Membrii comitetului reprezentau o mare parte din comunitatea de afaceri și cea de misionari din Canton: James Matheson (Chairman), David Olyphant, William Wetmore, James Innes, Thomas Fox, Elijah Coleman Bridgman, și John Robert Morrison. John Francis Davis, la acea dată
chestorul șef al comerțului britanic în China, a fost făcut membru de onoare.

### Influențe
Scrierile lui Gutzlaff au influențat pe Dr. Livingstone cât și Karl Marx.  David Livingstone a citit lucrarea lui Gutzlaff' "Appeal to the Churches of Britain and American on Behalf of China" ( Apel către Bisericile din Marea Britanie și America din partea Chinei) și a decis să devina medic misionar. Din nefericire, era 1840, iar izbucnirea Primului Război al opiului a făcut China prea periculoasă pentru străini. Așa că Societatea Misionara din Londra l-a trimis în Africa, unde (în 1871) Henry Morton Stanley îl va fi găsit lucrând din greu în Ujiji, Tanzania.
Pe când Gutzlaff strângea fonduri în Europa în 1850, Karl Marx s-a dus să-l audă vorbind în Londra.De asemenea a citit multele lucrări ale lui Gutzlaff, ce au devenit surse pentru articolele lui Karl Marx despre China pentru  "London Times and the New York Daily Tribune" în anii 1840 și 1850,din care toate sunt anti-imperialiste și anti-religie.

## Lucrări

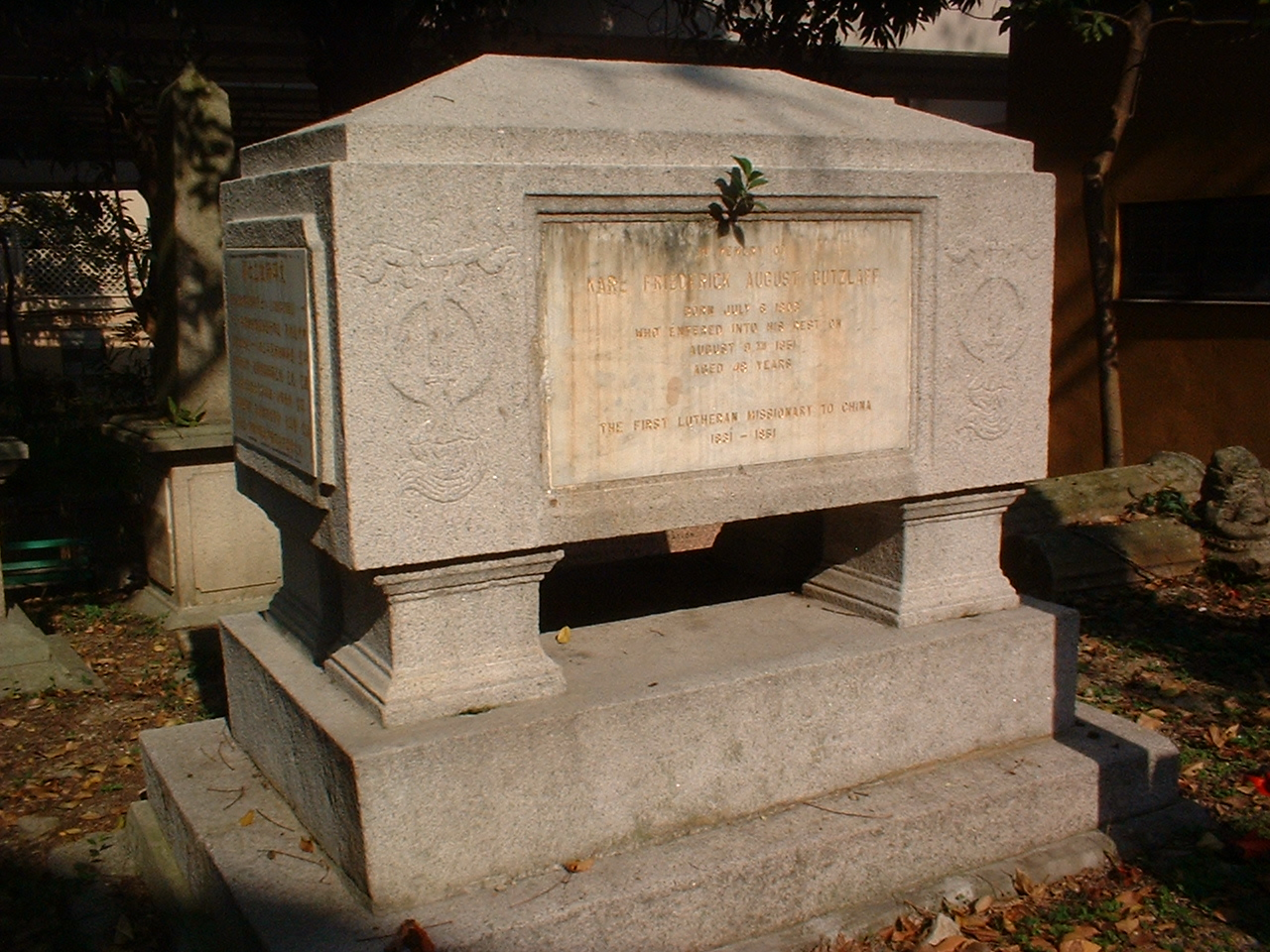
Mormântul lui Gützlaff în Hong Kong Cemetery

- Karl Friedrich A. Gützlaff (1840). Journal of Three Voyages Along the Coast of China, in 1831, 1832 and 1833 With Notices of Siam, Corea, and the Loo-Choo Islands.
- A Sketch of Chinese History, Ancient and Modern (London, 1834, German version in 1847), Volume One, Volume Two
- Karl Friedrich A. Gützlaff (1838). China Opened; or, A Display of the Topography, History ... etc. of the Chinese Empire, revised by A. Reed.  Volume One
- China Opened; Or, A Display of the Topography, History, Customs, Manners, Arts, Manufactures, Commerce, Literature, Religion, Jurisprudence, etc. of the Chinese Empire. London: Smith, Elder & Co. 1838.  Volume Two
- Life of Taou-Kwang, Late Emperor of China. London: Smith, Elder & Co. 1852.